# لينين مورينو
لينين فولتير مورينو غارسيس (بالإسبانية: Lenín Voltaire Moreno Garcés) هو سياسي إكوادوري من مواليد 19 مارس من سنة 1953. كان لينين فولتير مورينو غارسيس قد شغل منصب مدير المركز الوطني للمعوقين من عام 2001 إلى عام 2004 . شغل منصب نائب رئيس الإكوادور للفترة من عام 2007 حتى 2017 حيث انتخب رئيسا للبلاد.
قضية ورقة إينا، المعروفة حاليًا باسم قضية سينوهايدرو. تتعلق هذه القضية بفضيحة فساد تتضمن تلقي رشى أو "رشاوى" وغسيل الأموال بقيمة 76 مليون دولار على ما يُزعم، وتتضمن تورط لينين مورينو وعائلته فيما يتعلق بشركة أوفشور تُسمى إينا للاستثمار. ووفقًا للتحقيق، تأسست هذه الشركة من قبل شقيق مورينو، إدوين مورينو، في بليز، وهو ملاذ ضريبي معروف بفوائده الضريبية للشركات الأجنبية.
ووفقًا للمعلومات المنشورة على موقع  inapapers.org، ستكون الكلمة "إينا" اختصارًا مكونًا من ثلاثة أحرف آخرى من أسماء بنات لينين مورينو: كارينا وكريستينا وإيرينا. بالإضافة إلى ذلك، ربط التحقيق بين كسافييه ماسياس كارمينياني وماريا أوكسيليادورا باتينو، الأصدقاء المقربين لمورينو وزوجته روثيو غونزاليس، بالشركة الأوفشور.
تم اكتشاف أن شركة إينا للاستثمار نفذت صفقات متعددة، مثل شراء الأثاث في سويسرا واقتناء شقة في إسبانيا. تم إصدار الفواتير باسم إدوين مورينو وماريا أوكسيليادورا باتينو. تم تحديد عنوانين مرتبطين بالصفقات أيضًا: أحدهما يتوافق مع منزل كسافييه ماسياس كارمينياني في جواياكيل، والآخر متعلق بشركة النفط سيرتيكبيت، التي تمتلكها إدواردو لوبيز، صديق الإخوة مورينو غارسيس.
أدت قضية ورقة إينا إلى آثار سياسية كبيرة واضطرابات اجتماعية في الإكوادور، مما أدى إلى طلبات لإجراء تحقيقات وظهورات أمام الجمعية الوطنية ومكتب النائب العام للدولة الإكوادورية. نتيجة للتحقيق، تم توجيه اتهامات بالرشوة ضد لينين مورينو، وزوجته روثيو غونزاليس، وابنته إيرينا، وإخوته إدوين وجويليرمو، وكذلك 36 شخصًا آخرين.
في فبراير 2023، أفادت المدعية العامة للدولة، ديانا سالازار، بأن قضية ورقة إينا قد توسعت وتم الحصول على معلومات ذات صلة من بنما من خلال المساعدة القانونية الدولية. في وقت لاحق، في مارس 2023، تم تقديم الاتهامات رسميًا في جلسة، حيث طالبت الادعاء بحبس الوقاية للمشتبه بهم، مشيرة إلى خطر الهروب. ومع ذلك، قرر القاضي تطبيق إجراءات احتياطية أقل تقييدًا، مثل الظهور الدوري أمام المحكمة الوطنية للعدالة وحظر السفر.
في أبريل 2023، طلب الادعاء حبس الوقاية للرئيس السابق لينين مورينو، وزوجته روثيو غونزاليس، وابنته إيرينا مورينو، وسبعة أشخاص آخرين متورطين في القضية. وقد أفاد بأن عشرة من الأفراد المتورطين، بما في ذلك مورينو، لم يلتزموا بالظهور الدوري أمام المحكمة، مما أدى إلى طلب إخطار الشرطة الدولية (إنتربول) بموقعهم واعتقالهم.
تستمر قضية ورقة إينا أو قضية سينوهايدرو في التطور، ومن المتوقع أن تسلط المزيد من التحقيقات والإجراءات القانونية الضوء على الأنشطة المزعومة للفساد والرشاوى التي تتورط فيها لينين مورينو وعائلته. هذه الاتهامات أثرت تأثيرًا كبيرًا على المشهد السياسي والاجتماعي في الإكوادور، مما أثار تساؤلات حول الشفافية والأخلاق في ممارسة السلطة.

## الرئاسة (2017–2021)
ترشح مورينو للانتخابات الرئاسية لعام 2017 في مؤتمر أليانزا بايس في 1 أكتوبر 2016، وأدلى الرئيس رافاييل كوريا بيان ترشيحه.
فاز مورينو في في انتخابات 19 فبراير 2017 بنسبة 39.3% من الأصوات، ولكنه خسر تحقيق الفوز المباشر بفارق أقل من نقطة مئوية واحدة، وهو ما يفرضه نظام الجولتين في الإكوادور، وهزم غويلرمو لاسو بنسبة 51.16% من الأصوات في جولة الإعادة في 2 أبريل 2017.

### الرئاسة
بدأ مورينو بالابتعاد عن برنامجه الانتخابي في غضون أشهر من فوزه في الانتخابات، مما أشعل عداوة مع الرئيس السابق رافاييل كوريا. ألغى مورينو العديد من التشريعات الرئيسية التي أقرها نظام كوريا، والتي استهدفت الأفراد الأثرياء والبنوك، وذلك باللجوء إلى استفتاء شعبي في وقت لاحق من عام 2018. ألغى أيضًا استفتاء سابقًا يسمح بالترشح لولايات غير محدودة، وأنشأ مجلس المشاركة المدنية والرقابة الاجتماعية المؤقت، الذي يتمتع بسلطات فوق دستورية، وذلك من أجل «تقييم سلطات المراقبة والقضاة»، بما يهدف إلى القضاء على كل ما تبقى من نفوذ كوريا.
استخدم مورينو مجلس المشاركة المدنية والرقابة الاجتماعية المؤقت لإقالة واستبدال المسؤولين الحكوميين، وقضاة المقاطعات، والمجلس القضائي، والمجلس الانتخابي الوطني.
تبنت حكومة مورينو سياسة محافظة تمثلت في خفض الإنفاق العام، وتحرير التجارة، ومرونة قانون العمل. يكرس قانون التنمية الإنتاجية سياسة تقشفية، ويقلل من سياسات التنمية وإعادة التوزيع التي كانت سائدة في الولاية السابقة، وتهدف السلطات فيما يخص الضرائب إلى «تشجيع عودة المستثمرين» من خلال منح عفو ضريبي واقتراح تدابير لتخفيض معدلات الضرائب على الشركات الكبرى. تتنازل الحكومة أيضًا عن الحق في زيادة الضرائب على أسعار المواد الخام وإعادة العملات الأجنبية إلى الوطن. دعمت حكومة مورينو أيضًا خطط التنقيب عن النفط في منطقة الأمازون في الإكوادور.
تحدد دولة الإكوادور الزيادات في الإنفاق العام السنوي بما لا يتجاوز نسبة 3%، وتحصر عجز الميزانية في سداد فوائد الديون، وتشجع الخصخصة من خلال إعانات الدعم الموسعة. تعتمد الحكومة أيضًا على التحكيم الدولي للاستثمارات الأجنبية.
أعلن مورينو في فبراير 2019 أنه حصل على قرض يزيد عن 10 مليارات دولار من صندوق النقد الدولي والبنك الدولي، الذي قطعت الحكومة السابقة علاقاتها معهما، «بفائدة أقل من 5% في المتوسط وبشروط زمنية تصل إلى 30 عامًا».
واجهت حكومة مورينو في يونيو 2019 احتجاجات من جماعات حماية البيئة والسكان الأصليين، والجماعات التي تصف نفسها بالوطنية، وذلك بعد أن سمحت للجيش الأمريكي باستخدام القاعدة الجوية في جزر غالاباغوس.
واجه أيضًا المزيد من الاحتجاجات في سبتمبر 2019، وذلك عندما احتج المتظاهرون المؤيدون لحق الإجهاض على حقيقة أن الإكوادور فشلت في تمرير التشريع المقترح، والذي كان من شأنه أن يخفف من قوانين الإجهاض الصارمة في البلاد للسماح بالإجهاض في حالة الاغتصاب.
أعلن مورينو إلغاء دعم الوقود في 2 أكتوبر 2019، الأمر الذي أدى بدوره إلى اندلاع احتجاجات الإكوادور في عام 2019. اضطرت الحكومة إلى الانتقال من كيتو إلى غواياكيل بعد أن فقدت السيطرة الفعلية على العاصمة بسبب المتظاهرين. أسفرت الاحتجاجات عن مقتل سبعة أشخاص واعتقال 2100 آخرين، وذلك قبل أن يوقع مورينو على المرسوم رقم 883 الذي يعيد الدعم، والذي أنهى الاحتجاجات في 13 أكتوبر.

#### الإجراءات المتخذة خلال جائحة كوفيد-19
أعلنت الحكومة الإكوادورية حالة الطوارئ الصحية في جميع أنحاء البلاد لمنع انتشار العدوى بمجرد إعلان منظمة الصحة العالمية عن الوباء العالمي لكوفيد-19 في 11 مارس 2020. طبّقت الحكومة تدابير وقائية مختلفة، بما في ذلك العزل المنزلي للمسافرين القادمين من البلدان التي لديها عدد أكبر من الحالات المبلغ عنها، وزيادة تدابير المراقبة، والقيود على الفعّاليات الجماعية، وتعزيز تدابير السلامة البيولوجية للعاملين في مجال الرعاية الصحية، واستخدام المنصات التكنولوجية للتطبيب عن بعد، والتعليم عبر الإنترنت، والعمل عن بعد، وحظر تصدير الكمامات والصابون والمواد المطهرة. أُعلنت حالة الطوارئ بهدف احتواء انتقال فيروس كورونا في 16 مارس واستمر الوضع حتى شهر سبتمبر.

#### الأزمة الصحية خلال جائحة كوفيد-19
تفاقمت أزمة النظام الصحي في الإكوادور خلال جائحة فيروس كورونا بسبب نقص الاستثمار في البنية التحتية للمستشفيات، وانخفاض الإنفاق على الصحة العامة في السنوات السابقة. سُرِّح 10 آلاف من العاملين في القطاع العام في عام 2019، معظمهم من العاملين في مجال الرعاية الصحية، كجزء من إجراءات التقشف التي فرضها لينين مورينو وأوصى بها صندوق النقد الدولي. أدى الافتقار إلى المعدات الكافية، بما في ذلك عدم صلاحية المعدات الطبية الرئيسية، إلى إعاقة القدرة على الاستجابة للوباء. أدت أوجه القصور هذه في النظام الصحي إلى ترك السكان عرضة للخطر، مما أدى إلى وضع حرج، فتراكم الموتى في الشوارع، مما سلط الضوء على حجم الأزمة في الإكوادور.
تجلت أزمة النظام الصحي في الإكوادور خلال جائحة فيروس كورونا في فائض مثير للقلق، فسجلت مقاطعة غواياس، وغواياكيل المدينة الأكثر تضررًا، 1.937 حالة، وهو ما يمثل 70% من الإجمالي الوطني البالغ 2.748 حالة. ذكرت بي بي سي أن عدد الوفيات الناجمة عن كوفيد-19 في غواياكيل أكبر من عدد الوفيات في دول بأكملها، ووصل عدد الوفيات في البلاد إلى 927,000. أثبت النظام الصحي عدم كفايته لمواجهة الطلب المتزايد، مما أدى إلى ترك جثث المتوفين في الشوارع بسبب افتقار النظام إلى الاستجابة والقدرة.
عكست مقاطع الفيديو وشهادات الجثث الملقاة في الشوارع الوضع الحرج الذي كانت تواجهه غواياكيل؛ وتوقفت العديد من دور العزاء عن العمل خوفًا من الإصابة بالفيروس، مما تسبب في تأخير نقل الجثث. تشير التقديرات إلى أن بعض هذه الوفيات لا علاقة لها بفيروس كورونا، لكن بسبب عدم وجود تحاليل طبية، لم تؤكَّد أسباب الوفاة. أدت ندرة الموارد في الأحياء ذات الدخل المنخفض إلى إقامة مراسم العزاء في المنازل، واضطرت العديد من العائلات إلى الانتظار لأكثر من ثلاثة أيام لنقل الجثث.

## روابط خارجية
- لينين مورينو على موقع IMDb (الإنجليزية)
- لينين مورينو على موقع مونزينجر (الألمانية)